# Falkonet

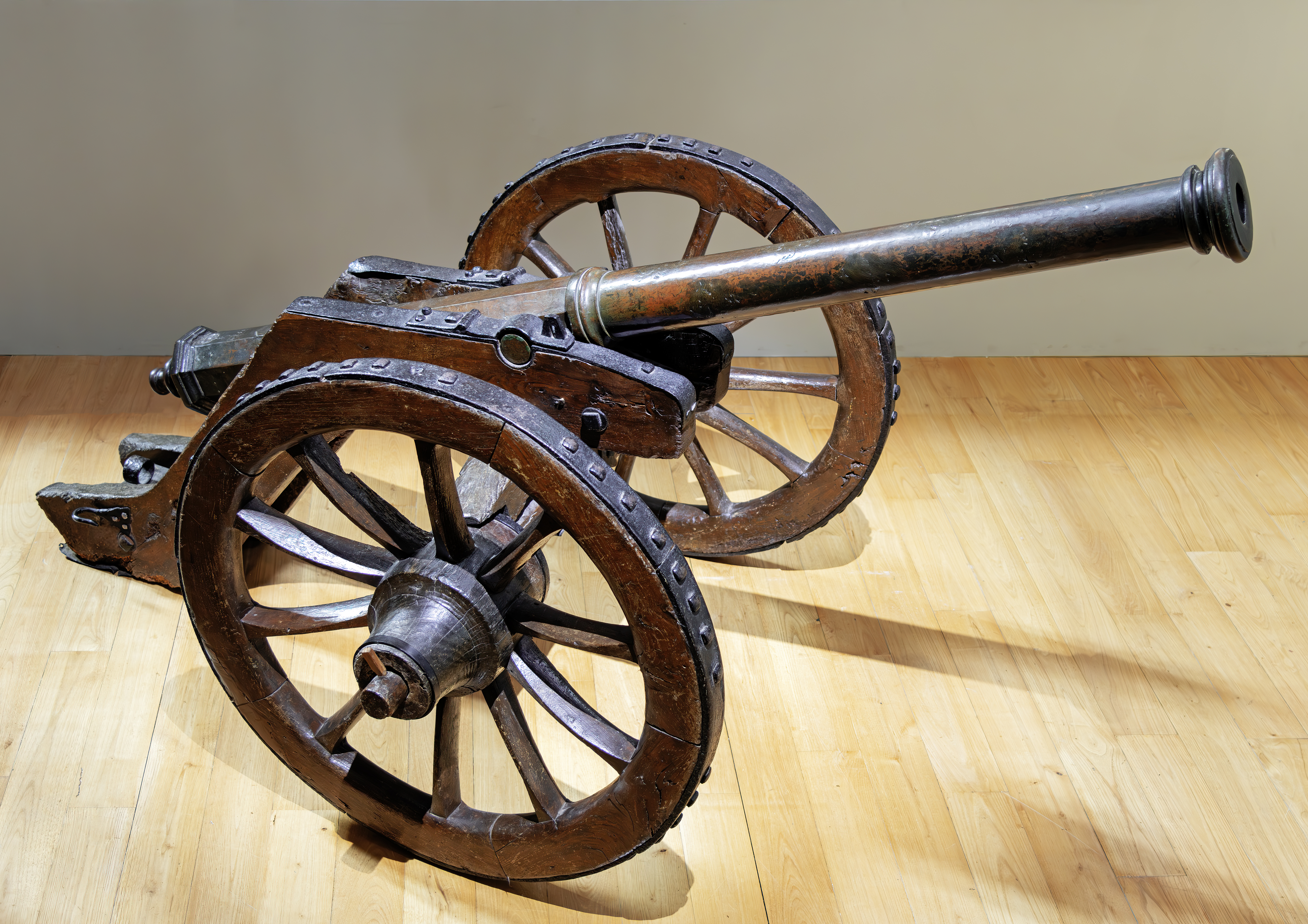
Spiżowy falkonet z końca XVI wieku

Falkonet (półfalkon, sokolik) – niewielkie bezkomorowe działo o długiej lufie, rodzaj artyleryjskiej broni odprzodowej używanej w XVI i XVII wieku. 

## Opis i cechy

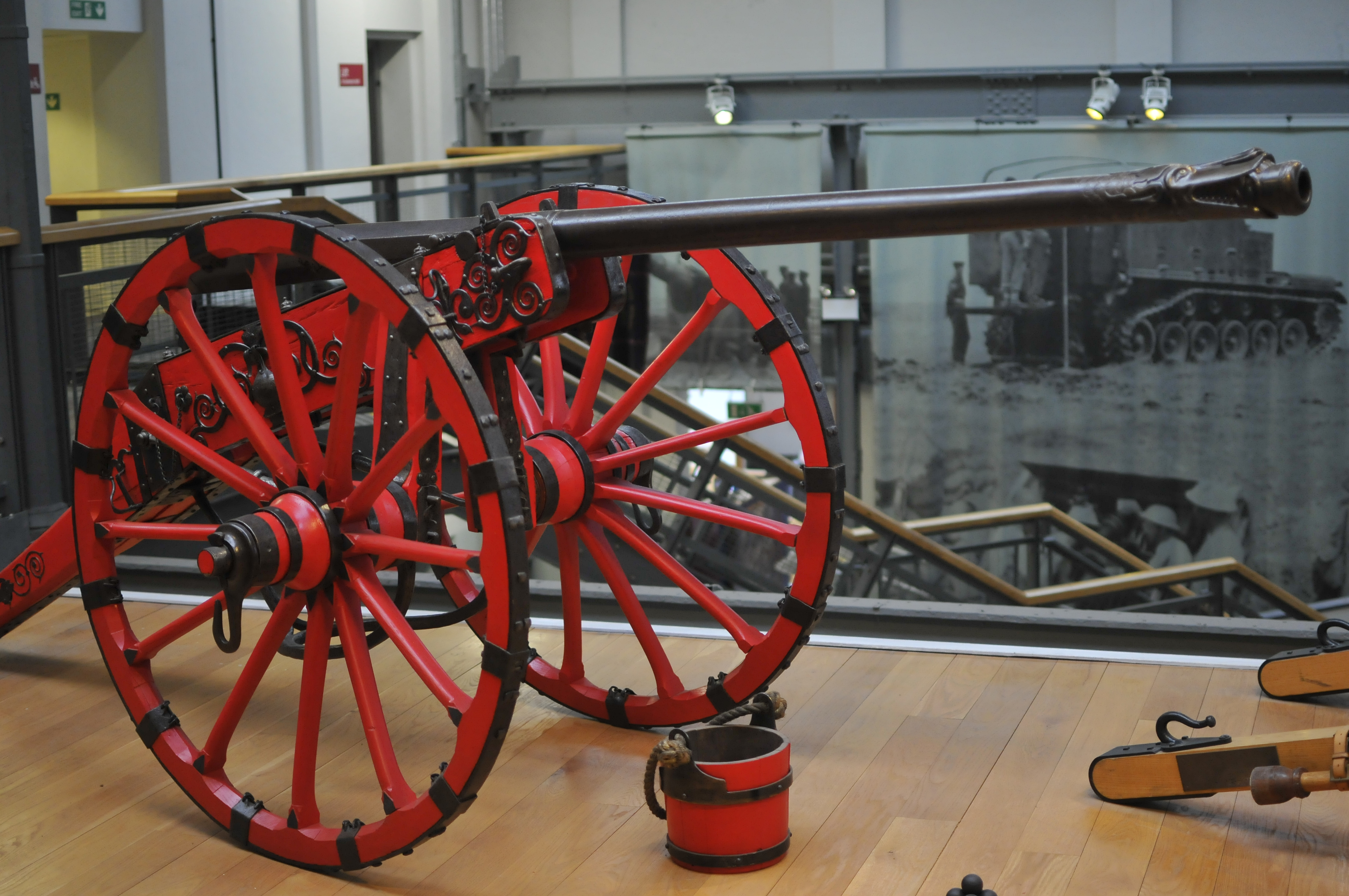
Żelazny falkonet XVII-wieczny

Odlewane z brązu, mosiądzu, później z żelaza, było rodzajem kolubryny (tzw. oktawa kolubryna), strzelającej kulami o wagomiarze 1–3 funtów (kaliber 55–70 mm). 
Jako działko okrętowe umieszczano je na burcie okrętu bądź na kasztelu (zazwyczaj na ruchomej, widlastej podstawie) i stosowano głównie podczas abordażu, do ostrzału na niewielką odległość kulami lub siekańcami.
Na lądzie falkonetu używano jako lekkiego długolufowego działka polowego piechoty lub w artylerii fortecznej małych zameczków. Z lufą długości 28-40 kalibrów, przy ciężarze 5-10 cetnarów (pon. 300 – pon. 600 kg) przewożono je w 1-2-konnym zaprzęgu, a strzelano z niego ołowianymi bądź żelaznymi kulami o wagomiarze 2-3 funtów. W ówczesnej Polsce często nazywano je sokolikiem albo śmigownicą. Ze względu na zastosowanie broń ta w polskim słownictwie często mylona jest z działkiem relingowym, które było mniejsze, lecz spełniało identyczne zadania.

## W powstaniu styczniowym
Prawdopodobnie ostatni raz Polacy używali tego typu działa podczas powstania styczniowego. Stosowano dla niego wtedy polskie określenie śmigownica. Zachowały się wspomnienia Aleksandra Zdanowicza o wykorzystaniu takiej śmigownicy w dniu 24 lutego 1863 w trakcie bitwy pod Małogoszczem. Świadek opisuje użycie tej broni w następujący sposób (pisownia oryginalna):

wynioślejsze wzgórze pokryte lasem, na skraju którego dwa nasze działa i jedna długa śmigownica starem żelaztwem bezustannie pluły w oczy Moskalom

Działa nasze celowane przez doświadczonych oficerów Dąbrowskiego z artylerii pruskiej i Wiercińskiego z artylerii moskiewskiej, dotkliwe szkody przynosiły Moskalom; za każdym strzałem widać było między nimi wielkie zamieszanie, mimo to pchano ich naprzód. Około godziny 4-tej już zabrakło amunicji, działa ucichły i tylko jeszcze śmigownica dała kilka strzałów.

Wtedy bez komendy kosyniery chwycili za lawety i ściągnęli działa z pozycyi, powlekli do stawu i zatopili, gdyż nie było sposobu wyciągnąć ich na bardzo stromą górę, a innego przejścia nie było. Do śmigownicy zaprzęgli jedynego konia, który uszedł śmierci i dopomagając ciągnąć i popychając z tyłu, ocalili ją.

Obrałem dobry kierunek, gdyż w wąwozie naprzeciwko zastałem Langiewicza i Jeziorańskiego wraz ze sztabem i około 300 ludzi – znalazła się tam i śmigownica, którą z radości uściskałem, jak starą przyjaciółkę.